# Amersham (Metropolitano de Londres)
Amersham é uma estação do sistema de metropolitano de Londres e do National Rail, localizada na cidade de Amersham, distrito de Chiltern, condado de Buckinghamshire. Pertence à linha Metropolitan. 
A estação de Amersham é o terminal da Metropolitan line do Metropolitano de Londres. Situa-se a 38,1 km (23,7 milhas) ao noroeste de Charing Cross, sendo a segunda estação de Underground mais longe da área central de Londres, como também é a segunda estação mais ocidental do sistema de metropolitano, estando atrás apenas de Chesham. Como consequência de estar tão longe, a estação pertence à Zona 9 do Travelcard (antigamente chamada de Zona D), a última zona de tarifas do Metropolitano de Londres.
As estações mais próximas em direção a Londres são Chalfont & Latimer e Chesham, localizadas a aproximadamente 2 milhas ao leste e ao norte de Amersham, respectivamente.

## Galeria

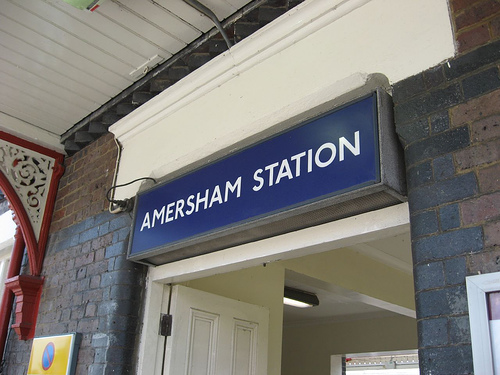
Nome na entrada da estação.
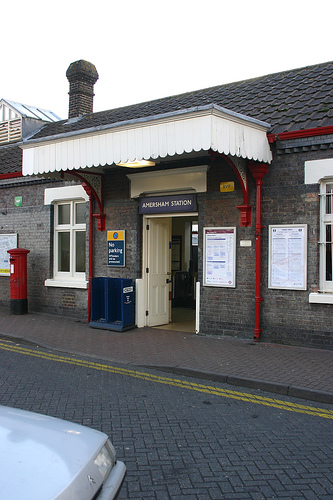
Entrada da estação Amersham.
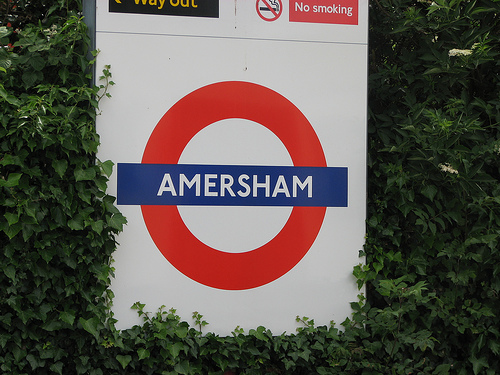
Placa na plataforma da estação.

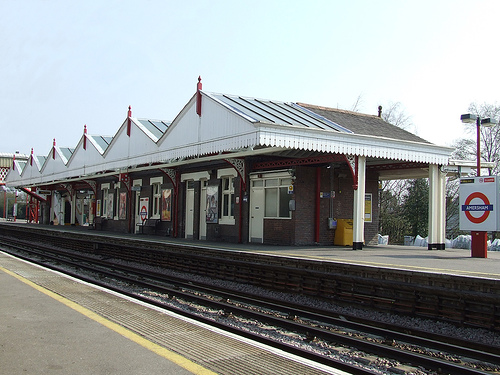
Plataformas da Metropolitan line.
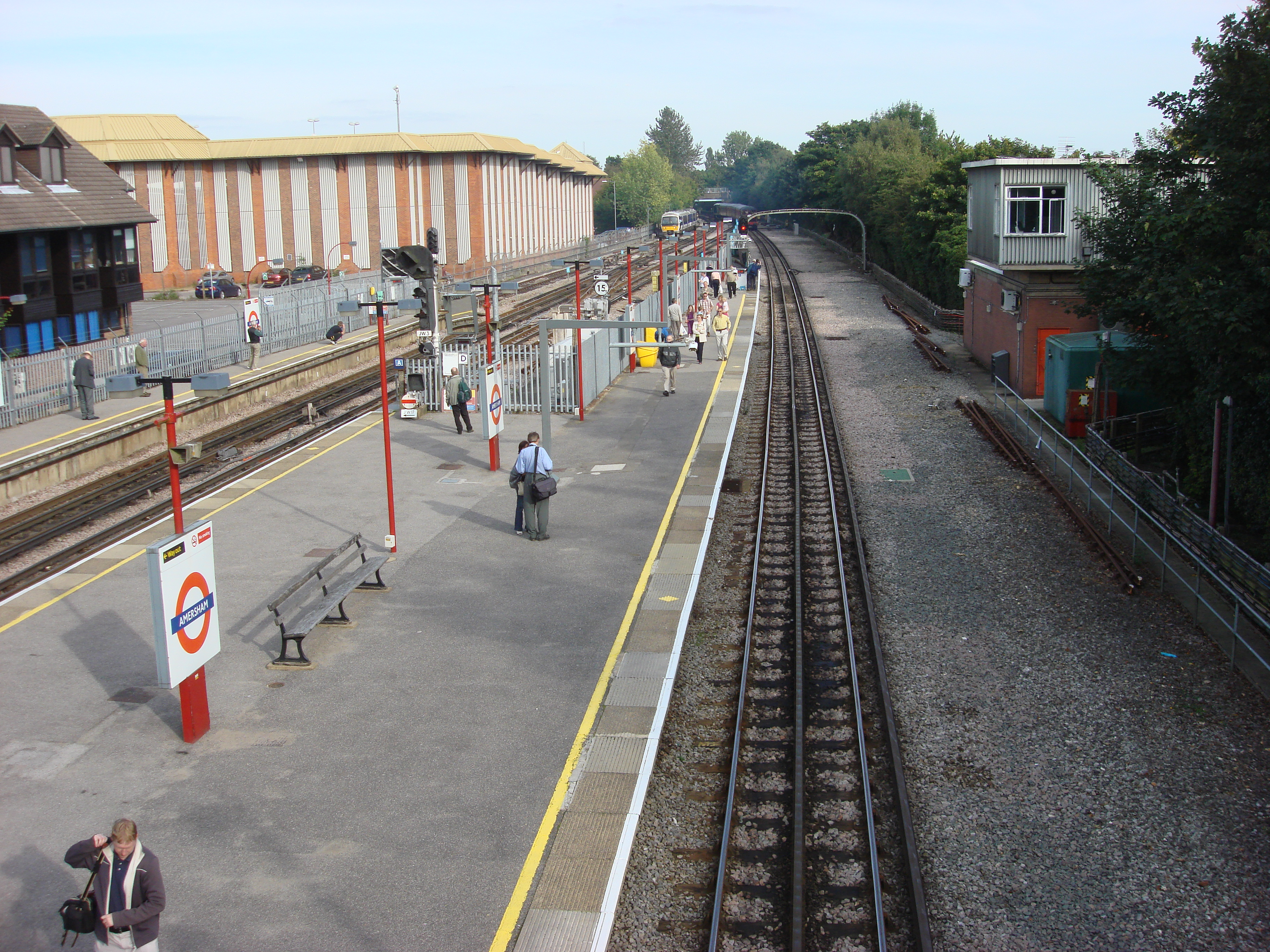
Vista das plataformas da estação.
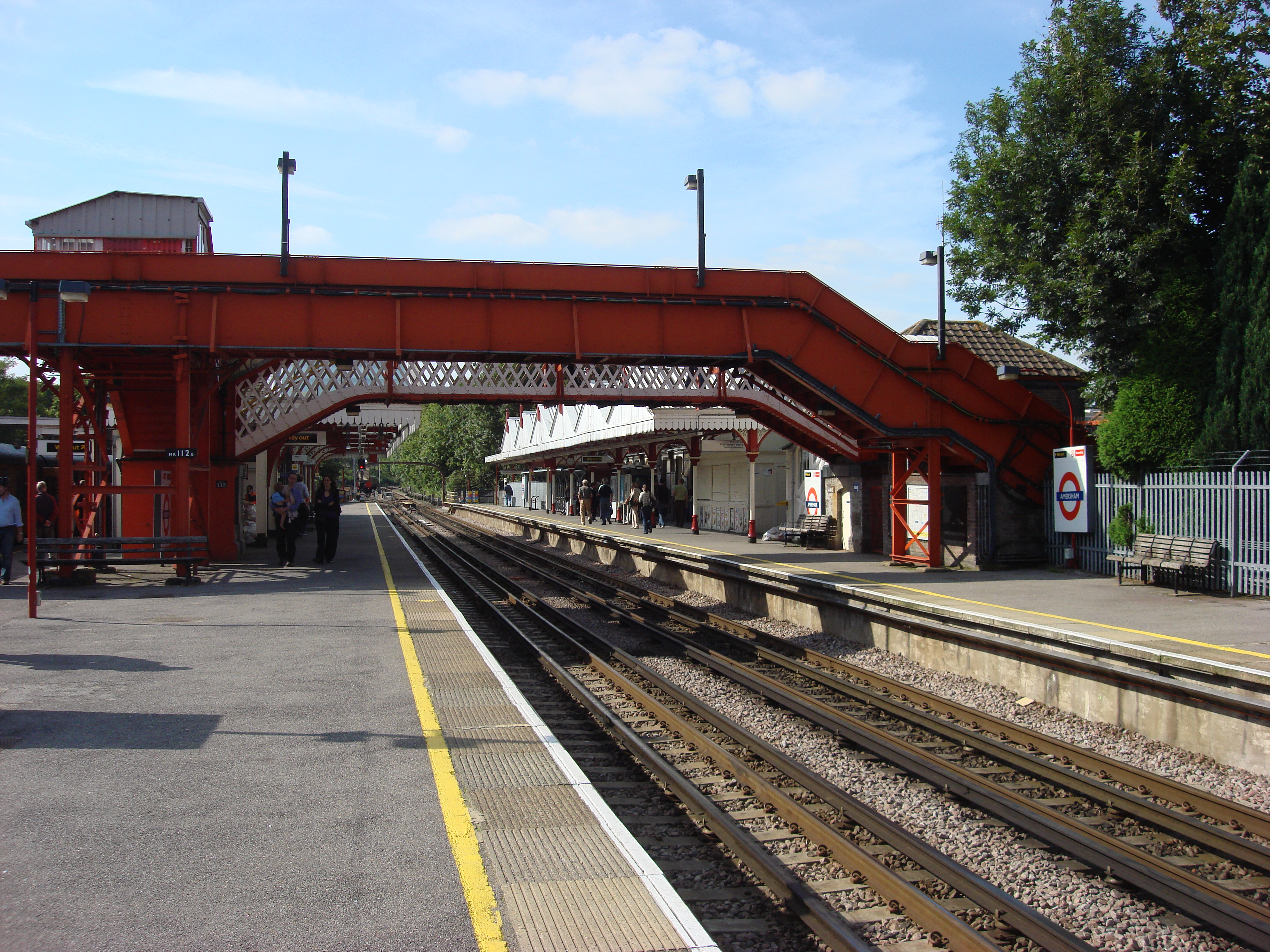
Plataforma da estação Amersham.